# Шихаб бин Тарик
Шихаб бин Тарик Аль Саи́д (араб. شهاب بن طارق آل سعيد‎; род. 1955, Маскат) — брат султана Омана Хейсама бен Тарика, заместитель премьер-министра (с 2020 года).

## Биография
Шихаб бин Тарик Аль Саид родился в 1955 году в семье Тарика бен Теймура и его супруги Шаваны бинт Хамуд Аль Бусайди. Его старший брат Хейсам — правящий султан Омана.
С 1990 по 2004 год в звании контр-адмирала Шихаб бин Тарик был командующим Королевским флота Омана. В 2004 году в правление двоюродного брата султана Кабуса бен Саида был назначен его советником. 
Принц Шихаб — бизнесмен и владелец крупной компании «Seven Seas Group», которая также занимается инвестициями и вопросами недвижимости. В 2003 году одной из его компаний AMNAS королевским указом были предоставлены исключительные права на навигацию в территориальных водах Омана. 
Шихаб, как и его старшие братья Асад и Хейсам, назывался в числе возможных преемников бездетного султана Кабуса. В марте 2020 года указом своего брата Хейсама, ставшего султаном, был назначен заместителем премьер-министра по вопросам обороны. В этой должности ему подчинены вооружённые силы страны и подчиняется только султану в вопросах обороны государства .

## Семья
Женат на Равде бинт Абдулле Аль Бусайди, сестре Ахад бинт Абдулле Аль Бусаиди, консорт-султана Омана. У пары 4 детей (2 сына и 2 дочери). 
Его дочь Мейян 11 ноября 2021 года вышла замуж за наследного принца Тейязина бин Хейсама. В 2022 году супруги развелись.